# Камбанда, Жан
Жан Камбанда (фр. Jean Kambanda; род. 19 октября 1955, Астрида, Руанда-Урунди ) — руандийский политический и государственный деятель, премьер-министр Руанды (9 апреля — 19 июля 1994), банкир, директор Союза народных банков Руанды (UBPR) с мая 1989 года по апрель 1994 года, заместитель председателя секции и член Политбюро Республиканско-демократического движения (MDR).
Приговорён к пожизненному заключению за поддержку геноцида в Руанде народа тутси во время своего пребывания у власти.

## Биография
Представитель народа хуту. Окончил национальный университет Руанды, где получил диплом инженера-экономиста. Начал свою карьеру в качестве рядового банкира United Popular BPR, прошёл путь от технократа до председателя банка. 
Член Демократического республиканского движения.
После убийства премьер-министра Агаты Увилингийимана стал премьер-министром временного правительства Руанды. Находился на этом посту в течение ста дней геноцида до 18 июля 1994 года.
Когда в июле 1994 года к власти пришел Руандийский патриотический фронт (РПФ), Камбанда покинул страну и поселился в столице Кении Найроби , где был арестован 18 июля 1997 года и через семь недель передан Международному трибуналу по Руанде. Суд обвинил его в распространении стрелкового оружия и боеприпасов в Бутаре и Гитараме и 4 сентября 1998 года приговорил Жана Камбанду к пожизненному заключению за:
- Геноцид и согласие в совершении геноцида
- Подстрекательство к геноциду
- Пособничество и подстрекательство к геноциду
- Невыполнение своего долга по предотвращению геноцида, который произошел, когда он был премьер-министром.
- И ещё по двум пунктам обвинения в преступлениях против человечества.

19 октября 2000 года апелляционная палата трибунала оставила приговор без изменений. 
Является единственным главой правительства, признавшим себя виновным в геноциде, в первой группе таких приговоров с момента вступления в силу Конвенции о предупреждении преступлений геноцида и наказании за него в 1951 году.

## Личная жизнь
Камбанда имеет степень в области коммерческого инжиниринга.
У него есть жена и двое детей.